# 10223 Дзасіківарасі
10223 Дзасіківарасі (10223 Zashikiwarashi) — астероїд головного поясу, відкритий 31 жовтня 1997 року.
Тіссеранів параметр щодо Юпітера — 3,200.
Названо на честь Дзасікі-варасі (яп. ざしきわらし(座敷童子)).